# Alkemičar: Tajne besmrtnog Nicholasa Flamela
Alkemičar: Tajne besmrtnog Nicholasa Flamela (poznatiji samo kao Alkemičar) prvi je dio šestodijelnog serijala fantastičnih romana Tajne besmrtnog Nicholasa Flamela irskog književnika Michaela Scotta. U Sjedinjenim Američkim Državama i Ujedinjenom Kraljevstvu objavljen je u svibnju 2007., a u Hrvatskoj 2009. Djelo je prevedeno na 20 jezika i dostupno je u 37 država.
Prava za snimanje filma otkupio je Lorenzo di Bonaventura.

## Naslov
Naslov "Alkemičar" odnosi se na Nicholasa Flamela, francuskog pisara i prodavača rukopisa. Flamel je nakon smrti postao poznat po bavljenju alkemijom te potragom za kamenom mudraca i besmrtnošću.

## Sažetak
Sophie i Josh Newman petnaestogodišnji su blizanci koji usred ljeta rade u San Franciscu (Sophie radi u Coffee Cupu, a Josh u knjižari na drugoj strani ulice). U knjižaru odjednom uđe tajnovit čovjek John Dee i zatraži Kodeks, tj. Knjigu Abrahama Židova. Josh svjedoči tomu kako se Nick Fleming, njegov šef, i Perry Fleming, Nickova supruga, služe magijom. Nakon toga otkrije da Nick nije običan knjižar, nego srednjovjekovni i legendarni alkemičar Nicholas Flamel te da njega i njegovu suprugu Perenelle na životu održava eliksir života (tajna iz Kodeksa). Dee se također posluži magijom te otme Perenelle, a Joshu otme Kodeks, no ostavlja za sobom dvije stranice: stranice za "Konačan poziv", koje su Deeju potrebne za prizivanje mračnih starijih, bićima kojima služi i koja ga nekoliko stotina godina čine besmrtnim. Flamelima je potreban Kodeks da bi pripravio eliksir života; u protivnom će ubrzano ostarjeti i umrijeti za mjesec dana. Također, ako se ne domognu Kodeksa, Dee će prizvati mračne starije, koji će uništiti svijet i vratiti ga u doba u kojem su ljudi bili samo robovi i hrana.
Flamel brzo odvede Sophie i Josha u skrovište i zatraži pomoć od Scathach, snažne pripadnice sljedeće generacije starijih bića. Međutim, prisiljeni su pobjeći otamo jer ih počnu progoniti Deejevi štakori, no Flamel i Scathach uspiju ih otjerati. Gotovo odmah počnu ih progoniti na desetke tisuće ptica i Flamel odvede blizance i Scathach ka Hekati, snažnom starijem biću s tri lica koje blizancima može pomoći razviti sposobnost čarobiranja. Kad Dee sazna za to, obrati se Bastet i Morrigan. Njih troje pokrenu velik napad na Hekatino carstvo sjena i pokušaju uništiti Yggdrasill, svjetsko drvo, koje Hekatu čini moćnom.
Dok je Yggdrasill pod napadom, Hekata osposobi Sophie za čarobiranje, ali ne uspije osposobiti Josha jer je u tome prekine Deejevo paljenje drveta. Nakon što pobjegne kako bi obranila svoj dom, Scathach, Flamel i blizanci pokušaju pobjeći iz carstva sjena. U bijegu susretnu Deeja i svjedoče moći Excalibura, drevnog mača leda. Dee pretvara veprodlaka u led i zatim ga razbija na djeliće. Scathach izjavi da je mislila kako je Excalibur nestao kad je umro Artorije.
Blizanci, Scathach i Flamel pobjegnu iz carstva sjena, koje je potom, uz Hekatu i Yggdrasill, uništeno. Dee se posluži Excaliburom kako bi smrznuo drvo, a Hekata, čiji su život i snaga povezani s drvetom, pretvori se u led. Dee usput sazna da su Flamel i Scathach pobjegli s blizancima. Razbješnjen, razbije Yggdrasill, koji se potom sruši na Hekatu i ubije ju. Flamel, Scathach i blizanci posjete Vješticu iz Endora (također poznatu kao "Gospodarica Zraka"), Scathachinu baku. Vještica prenese Sophie sve svoje znanje i pouči je kako se služiti zračnom magijom.
Dee u međuvremenu sazna da proročanstvo u Kodeksu zapravo govori o Sophie i Joshu. Odluči pozvati Josha da mu se pridruži i pritom se posluži magijom uskrisivanja mrtvih kako bi tisućama trupala napao pripadnike starije rase, Flamela i Sophie. Josh zamalo pristane, ali u posljednji čas shvati da će izgubiti Sophie ako pristane na tu ponudu. Dee uskrisi sve mrtvace s obližnjeg groblja i krene u napad, no Josh ga udari Hummerom i skrene mu pozornost toliko dugo da sa Scathach, Sophie i Flamelom može pobjeći služeći se poljanskim vratima (uređajem za teleportaciju izgrađenom na križanju dvaju ili više poljanskih putova). Služeći se njima, pobjegnu u Pariz, stari dom Nicholasa Flamela.

## Filmska adaptacija
Prava za snimanje filma na temelju knjige izvorno su prodana New Line Cinemi i Mark Burnett Productionsu. The Hollywood Reporter izvijestio je da je na mjesto scenarista Eric Bress, koji je autor scenarija za televizijsku emisiju Kyle XY. Također je objavljeno da će producent biti Mark Burnett.
U studenome 2009. Variety Magazine objavio je da je Lorenzo di Bonaventura otkupio prava na snimanje filma te da će Michael Scott i Barry Krost biti izvršni producenti, no nije potvrdio tko će biti scenarist.
Dana 20. lipnja 2012. objavljeno je da je australska tvrtka AMPCO Films otkupila prava na film, a Michael Scott izabran je za scenarista. Snimanje je trebalo početi početkom 2013., a odvijati se u Australiji i na Novom Zelandu. Dick Cook Studios pridružio se radu na filmu u listopadu 2019. i izjavio da bi snimanje trebalo početi početkom 2021.

## Nastavci
Serijal se nastavlja u knjizi Čarobnjak: Tajne besmrtnog Nicholasa Flamela, objavljenoj 2008. u Ujedinjenom Kraljevstvu i SAD-u te 2010. u Hrvatskoj. Treća knjiga Čarobnica: Tajne besmrtnog Nicholasa Flamela objavljena je 2009. u SAD-u i 2011. u Hrvatskoj. Četvrta knjiga Nekromant: Tajne besmrtnog Nicholasa Flamela objavljena je 2010. u SAD-u i 2012. u Hrvatskoj. Peta knjiga The Warlock: The Secrets of the Immortal Nicholas Flamel objavljena je 2011. u SAD-u. Zadnja knjiga The Enchantress: The Secrets of the Immortal Nicholas Flamel objavljena je 2012.